# Tretja slovenska nogometna liga 2018-2019
La Tretja slovenska nogometna liga 2018-2019 (in lingua italiana: Terzo campionato calcistico sloveno 2018-2019), abbreviata in 3. SNL 2018-2019, fu la ventisettesima edizione della terza serie del campionato di calcio sloveno.

## Format e regole
Nella stagione 2018-19, la terza divisione slovena era divisa in 4 gironi per un totale di 38 squadre. Tre gironi (Centro, Nord ed Est) erano composti da 10 squadre (4 ciascuno in meno rispetto alla stagione precedente), mentre il girone Ovest ne presentava 8. I vincitori dei gironi accedevano agli spareggi per assegnare due posti in 2. SNL 2019-2020.
Per l'edizione successiva era previsto il ritorno al format a due gironi: Ovest (fondendo i gironi Ovest e Centro) ed Est (Nord + Est).
Nel girone Ovest veniva disputato un doppio girone di andata e ritorno per un totale di 28 giornate (7x4), mentre gli altri tre erano impostati su un triplo girone andata, ritorno ed andata (9x3=27 giornate).

## Girone Ovest
|                       | Pos. | Squadra               | Pt | G  | V  | N | P  | GF  | GS | DR  |
| --------------------- | ---- | --------------------- | -- | -- | -- | - | -- | --- | -- | --- |
|                       | 1.   | Koper                 | 71 | 28 | 23 | 2 | 3  | 111 | 15 | +96 |
|                       | 2.   | Tolmin                | 60 | 28 | 18 | 6 | 4  | 78  | 36 | +42 |
|                       | 3.   | Vipava                | 53 | 28 | 16 | 5 | 7  | 51  | 33 | +18 |
|                       | 4.   | Primorje              | 43 | 28 | 13 | 4 | 11 | 44  | 42 | +2  |
|                       | 5.   | Adria                 | 39 | 28 | 12 | 3 | 13 | 50  | 48 | +2  |
|                       | 6.   | Izola                 | 28 | 28 | 8  | 4 | 16 | 31  | 50 | −19 |
|                       | 7.   | Plama Podgrad         | 16 | 28 | 4  | 4 | 20 | 27  | 84 | −57 |
|                       | 8.   | Jadran Hrpelje-Kozina | 9  | 28 | 1  | 6 | 21 | 11  | 95 | −84 |
| classifica, risultati |      |                       |    |    |    |   |    |     |    |     |

Legenda:
  Partecipa agli spareggi−promozione.
      Promosso in 2. SNL 2019-2020 dopo gli spareggi.
      Retrocesso nel Campionato inter−comunale.
      Escluso dal campionato.
Regolamento:
Tre punti a vittoria, uno a pareggio, zero a sconfitta.

## Girone Centro
Il Kranj (penultimo in 2. SNL 2017-2018 e retrocesso), prima dell'inizio del campionato ha rinunciato ad iscriversi ed il suo posto è stato assegnato allo Žiri.
|                       | Pos. | Squadra          | Pt | G  | V  | N  | P  | GF | GS | DR  |
| --------------------- | ---- | ---------------- | -- | -- | -- | -- | -- | -- | -- | --- |
|                       | 1.   | Bled             | 63 | 27 | 19 | 6  | 2  | 62 | 21 | +41 |
|                       | 2.   | Zagorje          | 48 | 27 | 14 | 6  | 7  | 47 | 40 | +7  |
|                       | 3.   | Ivančna Gorica   | 44 | 27 | 13 | 5  | 9  | 48 | 40 | +8  |
|                       | 4.   | Brinje Grosuplje | 43 | 27 | 12 | 7  | 8  | 51 | 35 | +16 |
|                       | 5.   | Arne Tabor 69    | 34 | 27 | 9  | 7  | 11 | 38 | 39 | −1  |
|                       | 6.   | Svoboda          | 32 | 27 | 7  | 11 | 9  | 44 | 52 | −8  |
|                       | 7.   | Šenčur           | 31 | 27 | 9  | 4  | 14 | 38 | 55 | −17 |
|                       | 8.   | Žiri             | 29 | 27 | 7  | 8  | 12 | 44 | 49 | −5  |
|                       | 9.   | Sava Kranj       | 26 | 27 | 6  | 8  | 13 | 37 | 49 | −12 |
|                       | 10.  | Komenda          | 20 | 27 | 4  | 8  | 15 | 32 | 61 | −29 |
| classifica, risultati |      |                  |    |    |    |    |    |    |    |     |

Legenda:
  Partecipa agli spareggi−promozione.
      Promosso in 2. SNL 2019-2020 dopo gli spareggi.
      Retrocesso nel Campionato inter−comunale.
      Escluso dal campionato.
Regolamento:
Tre punti a vittoria, uno a pareggio, zero a sconfitta.

## Girone Nord
|                       | Pos. | Squadra       | Pt | G  | V  | N | P  | GF | GS | DR  |
| --------------------- | ---- | ------------- | -- | -- | -- | - | -- | -- | -- | --- |
|                       | 1.   | Dravograd     | 48 | 25 | 16 | 0 | 9  | 60 | 51 | +9  |
|                       | 2.   | Dravinja      | 43 | 25 | 13 | 4 | 8  | 54 | 45 | +9  |
|                       | 3.   | Šmartno       | 42 | 25 | 13 | 3 | 9  | 58 | 47 | +11 |
|                       | 4.   | Bistrica      | 41 | 25 | 12 | 5 | 8  | 45 | 28 | +17 |
|                       | 5.   | Videm         | 40 | 25 | 12 | 4 | 9  | 45 | 33 | +12 |
|                       | 6.   | Šampion Celje | 40 | 25 | 12 | 4 | 9  | 49 | 35 | +14 |
|                       | 7.   | Zreče         | 36 | 25 | 10 | 6 | 9  | 36 | 35 | +1  |
|                       | 8.   | Pesnica       | 19 | 25 | 5  | 4 | 16 | 24 | 62 | −38 |
|                       | 9.   | Pohorje       | 17 | 25 | 5  | 2 | 18 | 48 | 78 | −30 |
|                       | 10.  | Mons Claudius | 8  | 9  | 2  | 2 | 5  | 11 | 16 | −5  |
| classifica, risultati |      |               |    |    |    |   |    |    |    |     |

Legenda:
  Partecipa agli spareggi−promozione.
      Promosso in 2. SNL 2019-2020 dopo gli spareggi.
      Retrocesso nel Campionato inter−comunale.
      Escluso dal campionato.
Regolamento:
Tre punti a vittoria, uno a pareggio, zero a sconfitta.

## Girone Est
|                       | Pos. | Squadra   | Pt | G  | V  | N | P  | GF | GS | DR  |
| --------------------- | ---- | --------- | -- | -- | -- | - | -- | -- | -- | --- |
|                       | 1.   | Grad      | 60 | 27 | 18 | 6 | 3  | 63 | 25 | +38 |
|                       | 2.   | Odranci   | 59 | 27 | 17 | 8 | 2  | 62 | 26 | +36 |
|                       | 3.   | Polana    | 52 | 27 | 16 | 4 | 7  | 57 | 39 | +18 |
|                       | 4.   | Ljutomer  | 47 | 27 | 13 | 8 | 6  | 59 | 42 | +17 |
|                       | 5.   | Veržej    | 41 | 27 | 11 | 8 | 8  | 47 | 41 | +6  |
|                       | 6.   | Črenšovci | 32 | 27 | 10 | 2 | 15 | 39 | 65 | −26 |
|                       | 7.   | Turnišče  | 27 | 27 | 7  | 6 | 14 | 36 | 59 | −23 |
|                       | 8.   | Tromejnik | 24 | 27 | 7  | 3 | 17 | 39 | 59 | −20 |
|                       | 9.   | Hotiza    | 20 | 27 | 4  | 8 | 15 | 29 | 51 | −22 |
|                       | 10.  | Radgona   | 14 | 27 | 3  | 5 | 19 | 28 | 52 | −24 |
| classifica, risultati |      |           |    |    |    |   |    |    |    |     |

Legenda:
  Partecipa agli spareggi−promozione.
      Promosso in 2. SNL 2019-2020 dopo gli spareggi.
      Retrocesso nel Campionato inter−comunale.
      Escluso dal campionato.
Regolamento:
Tre punti a vittoria, uno a pareggio, zero a sconfitta.

## Spareggi
Le vincitrici dei 4 gironi si sfidarono per 2 posti in 2. SNL 2019-2020.
| Squadra 1 | Totale | Squadra 2 | Andata     | Ritorno    |
| --------- | ------ | --------- | ---------- | ---------- |
|           |        |           | 05.06.2019 | 09.06.2019 |
| Koper     | 8 – 0  | Grad      | 4 – 0      | 4 – 0      |
| Dravograd | 2 – 1  | Bled      | 2 – 1      | 0 – 0      |